# Долгополов, Нифонт Иванович
Нифонт Иванович Долгополов (7 апреля 1857, Бирюч, Воронежская губерния — 16 января 1922, Астрахань) — врач, депутат Государственной думы Российской империи II созыва от Нижнего Новгорода.

## Биография
Нифонт Иванович Долгополов родился 7 апреля 1857 года в дворянской семье в городе Бирюч Бирюченского уезда Воронежской губернии, ныне город — административный центр Городского поселения «Город Бирюч» и Красногвардейского района Белгородской области. Его отец служил письмоводителем канцелярии бирюченского уездного предводителя дворянства. По данным современных источников Долгополов определял свою национальность как «малоросс», то есть украинец.

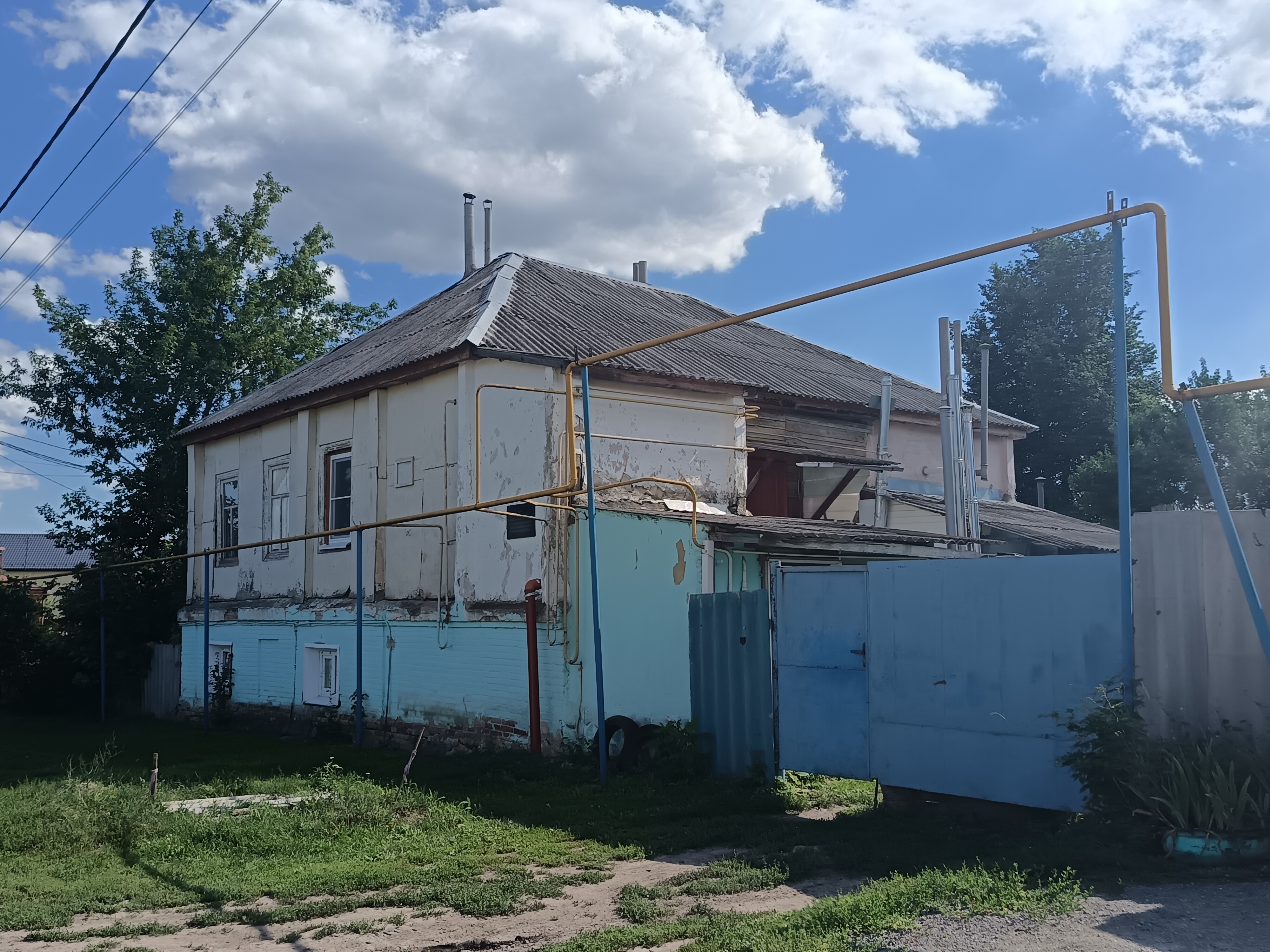
Дом в Бирюче, в котором с 1857 по 1868 жил Долгополов.

Учился в Воронежской духовной семинарии, но не окончил (был уволен из 5 класса по прошению). Учился на медицинском факультете Императорского Харьковского университета. В 1878—1879 годах входил в харьковский революционный кружок под руководством П. Теллалова, И. Глушкова и И. Блинова. Участвовал в студенческих волнениях при похоронах студента Синдеева в сентябре 1878 года и при проводах студентов, высланных из Харькова. Подозревался в распространении среди студентов революционной литературы.

### Первая ссылка

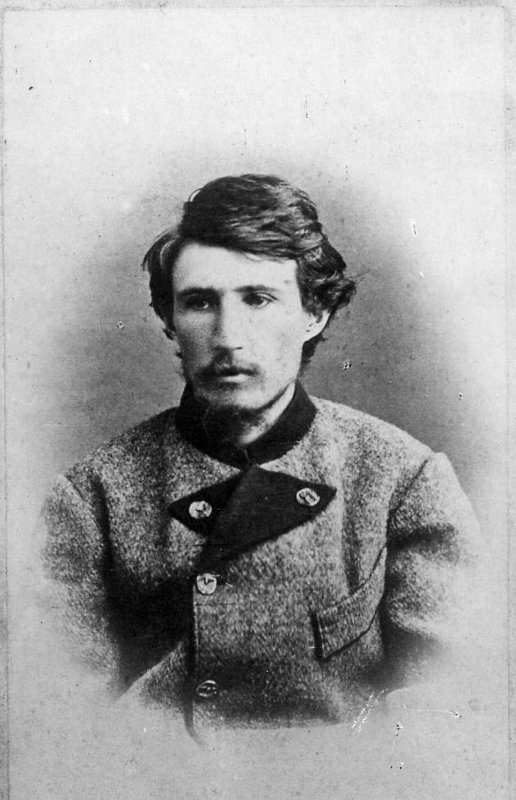
Нифонт Долгополов, 1881

В 1879 году был на 5-м курсе университета. 4 (16) ноября 1879 года (или 5 (17) ноября 1879 года), после безрезультатного обыска, арестован и содержался в «арестанских ротах». 23 ноября (5 декабря)  1879 года (или 24 ноября (6 декабря)  1879 года) по распоряжению Харьковского губернатора Виктора Вильгельмовича фон Валя выслан в Западную Сибирь. Сперва отправлен в Вышневолоцкую пересыльную тюрьму, откуда лишь 5 (17) мая 1880 года отправлен к месту ссылки.
С 23 августа (4 сентября)  1880 года жил в ссылке в городе Кургане Тобольской губернии. Там он получил возможность работать по специальности в городской больнице. Но после отказа принести присягу Александру III по распоряжению губернатора Владимира Андреевича Лысогорского удалён из больницы, так как якобы «вредно действовал на больных». Постановлением Особого совещания от 12 (24) апреля 1882 года срок гласного надзора был определён на 5 лет, начиная с 9 (21) сентября 1881 года.
В октябре 1882 года за самовольные отлучки отправлен в Сургут. Но из-за осеннего бездорожья оставлен в Тюкалинске. Там ему запретили заниматься врачебной практикой, посажен исправником в тюрьму за извлечение пули из ноги жены тюкалинского городского головы без разрешения. По требованию местных жителей освобождён, но за вредное влияние на них тобольский губернатор перевёл в 1883 году Долгополова в село Пелымское Туринского округа. Заболел тифом и оставлен в Ишиме.
В 1884 году переведён в Семипалатинск. Там Долгополов познакомился и подружился с классиком казахской литературы Абаем Кунанбаевым. Считается, что он оказал на Абая большое влияние, пробудил интерес к европейской поэзии и философии. Так например, именно от Долгополова Абай получил русский перевод первого тома «Истории умственного развития Европы» Джона Вильяма Дрэпера, от него же впервые услышал стихи Лонгфелло.
Летом 1886 года с разрешения администрации посетил Катон-Карагай. В ссылке также занимался журналистикой. Публиковал статьи в «Сибирской газете», отправлял корреспонденции в «Екатеринбургскую неделю». Провёл краниологическое исследование казахов. В Сибири встречался с Дж. Кеннаном, в книге которого «Siberia and the Exile System» Долгополову посвящено несколько страниц.

### Работа в медицине после первой ссылки

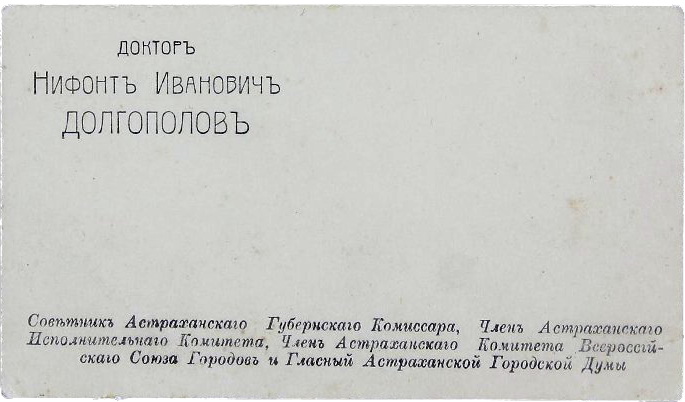
Визитная карточка доктора Н.И. Долгополова

По окончании гласного надзора 9 (21) сентября 1886 года выехал в Харьков, но был выслан оттуда в Казань. В ноябре 1886 получил разрешение окончить образование в Харьковском университете. Восстановился в университете в 1887 году, и сентябре того же года, выдержав испытание на звание уездного врача, с отличием его окончил. В 1889—1891 годах служил врачом на сахароваренных заводах братьев Борисовских в Алексеево-Дружковке Екатеринославской губернии. Занимался частной практикой в этой и Харьковской губернии.
В 1890 году получил разрешение на государственную службу. С 1891 служил ординатором хирургического отделения Курской земской больницы. В 1893—1895 годах был врачом в благотворительных учреждениях в Курске. В 1895 ему было разрешено выехать в Санкт-Петербург для сдачи экзамена на степень доктора медицины. С июня 1895 по 1896 — врач тульского участка Московско-Курской железной дороги, в связи со службой переехал в Тулу.
Проживая в Туле, через домашнего врача семьи Толстых М. М. Холевинскую познакомился с Львом Николаевичем Толстым, вместе с женой гостил у него в Ясной Поляне.
В 1896 году получил право повсеместного жительства, переехал в Москву, где некоторое время работал врачом на Курском вокзале. Некоторое время работал участковым врачом железнодорожной станции «Нижний» (город Нижний Новгород). В 1897—1905 годах старший врач «Бабушкинской» городской больницы в Канавине (Нижний Новгород). Эта больница была основана в 1886 году, когда нижегородский купец Д. Н. Бабушкин пожертвовал городу свой каменный дом и капитал для открытия и содержания больницы в Канавине. Долгополов проводил сложные хирургические операции, вел амбулаторный прием, посещал заболевших рабочих на дому. Владел земельным участком площадью 2 десятины. Его заработок составлял 2 тысячи рублей в год. Он был известен как врач во всех слоях общества: от миллионеров до босяков. Среди первых он стал известен как первоклассный врач, среди низов общества он славился как врач-бессеребренник. С бедных он не только не брал денег за визит, но и порой сам давал собственные средства на лекарства.
25 июля (7 августа)  1905 года на заседании городской санитарной комиссии Долгополов предлагал открыть в Канавине городской ночлежный дом, он ратовал за улучшение санитарного состояния Канавина, настаивал на привлечении к ответственности содержателей ночлежных домов.

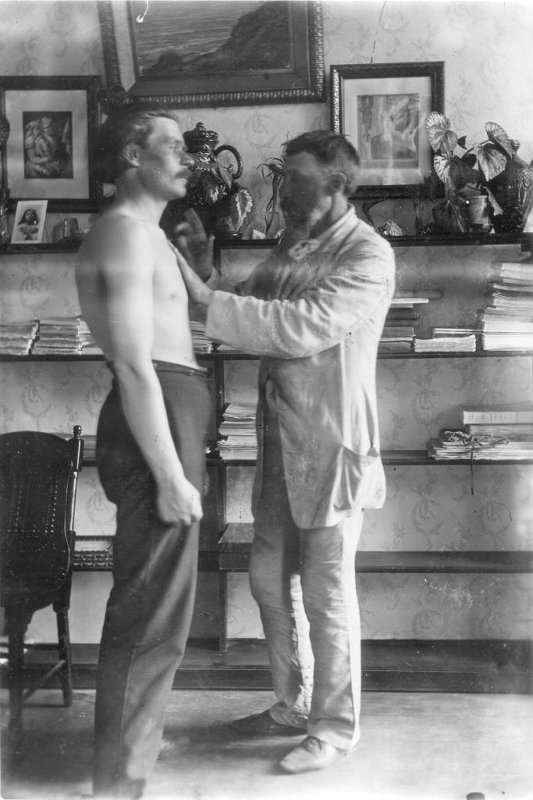
Максим Горький на приёме у доктора Нифонта Ивановича Долгополова.

Участвовал в работе 4-го съезда земских врачей Нижегородской губернии, на нём выступил с докладом о связи городской и губернской земской врачебно-санитарной организации. Активно участвовал в Пироговских съездах, на которых прочёл доклады по общественно-научным вопросам. Совместно с доктором Александром Петровичем Воскресенским был инициатором учреждения Комиссии по распространению гигиенических знаний. На VIII Пироговском съезде он выступал в защиту книги В. В. Вересаева «Записки врача», а также сделал сообщение о состоянии фабричной медицины. Член Нижегородского отделения Российского общества охранения народного здравия. На заседаниях общества выступал за широкое проведение среди населения санитарного просвещения — бесед и чтений на естественные и медицинские темы.
Дом Долгополова был очень гостеприимным, у него бывали: А. М. Горький, В. Г. Короленко, С. Г. Скиталец, С. И. Мицкевич, В. Н. Золотницкий, Н. А. Семашко, М. В. Владимирский. Проездом останавливался А. П. Чехов.
В день смерти Т. Г. Шевченко Долгополов каждый год устраивал у себя дома «Шевченковские вечера». На стене висел портрет поэта, украшенный цветами и колосьями ржи. Собравшиеся декламировали стихи Т. Г. Шевченко, пели украинские песни. Неизменным участником Шевченковских вечеров был А. М. Горький. Сочельник в доме Долгополова отмечали, соблюдая украинский народный обычай. В углу столовой в углу на стол клали сено с жареной пшеницей (кутья) и взвар (компот), тут же стоял кувшин с сытой (мед, растворенный в воде).

### Политическая и общественная работа после первой ссылки

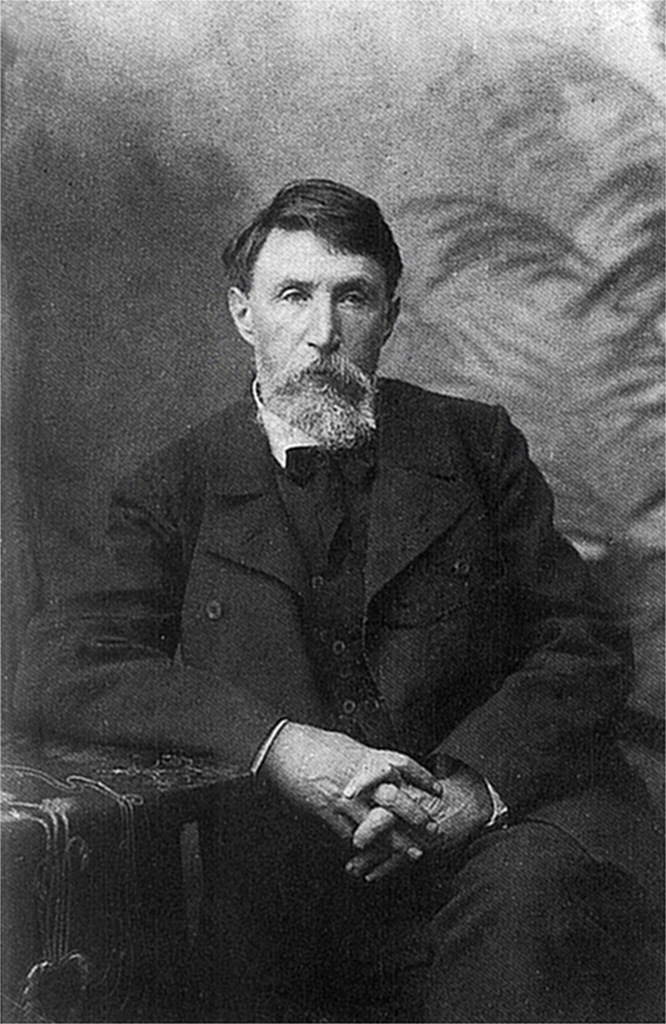
Н.И. Долгополов, 1907

В 1900 году ездил с женой за границу и по агентурным данным встречался в Лондоне с П. А. Кропоткиным, Ф. В. Волховским, Н. В. Чайковским. В 1902 году избран распорядителем средств, собранных в пользу осуждённых первомайских демонстрантов. В сентябре 1902 помог И. Цветкову вывезти из квартиры арестованного Лодыженского подпольную социал-демократическую типографию. В декабре 1904 года оказывал помощь раненным и выступил с протестом перед полицмейстером на литературном вечере «Общества распространения народного образования», когда после речей Грацианова и Лежавы о русско-японской войне полицейские принялись избивать шашками присутствующих. 14 (27) декабря 1904 года привлечен к дознанию Нижегородским жандармским управлением по обвинению в участии в противоправительственной манифестации 27 ноября (10 декабря)  1904 года в Нижегородском народном доме. 25 мая (7 июня)  1905 года дознание прекращено. Вступил в партию социалистов-революционеров, состоял членом Нижегородского комитета этой партии. В 1905 году организовал санитарный отряд при Канавинской социал-демократической боевой дружине. Прочёл несколько лекций о помощи раненным сёстрам милосердия и членам Красного Креста в Сормове. После подавления декабрьского восстания помог бежать из Бабушкинской больницы Евнину. 23 декабря 1905 года (5 января 1906 года) арестован, помещён в Нижегородскую тюрьму, переведён в Бутырскую тюрьму. Высылка в Сибирь заменена ссылкой в Астрахань, и в марте 1906 года он был административно выслан в этот город на четыре года. Помог бежать за границу из Астраханской ссылки Яворскому.

### Депутат Государственной Думы

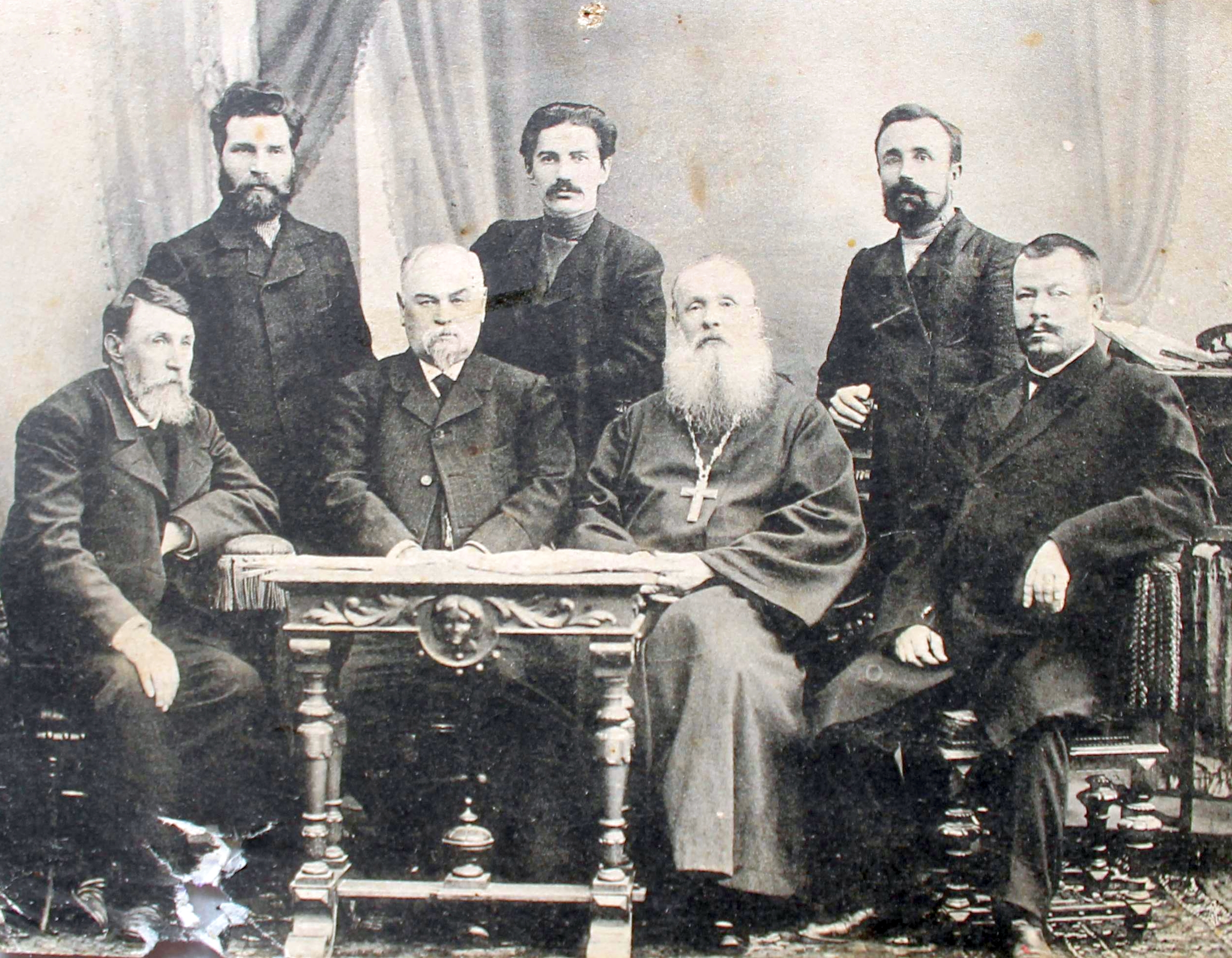
Члены II Государственной Думы от Нижегородской губернии. Стоят: М. С. Фокеев, И. Р. Романов, Т. Г. Киреев; сидят: Н. И. Долгополов, А. А. Савельев, Ф. И. Владимирский, А. В. Иконников

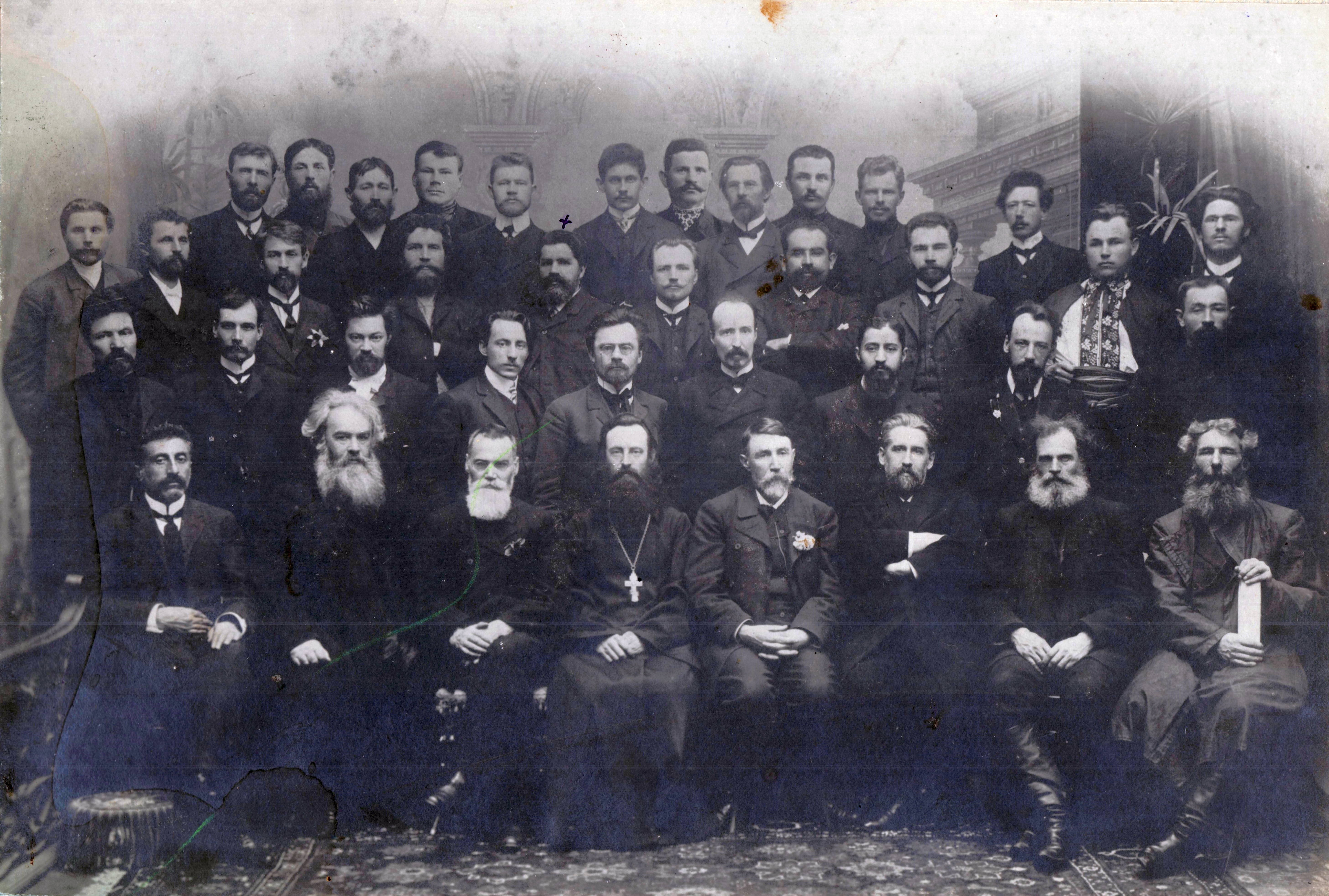
Н. И. Долгополов (5-й слева, 1-й ряд) в парламентской группе эсеров во II Государственной Думе (1907)

12 (25) февраля 1907 года избран в Государственную думу Российской империи II созыва от съезда городских избирателей Нижнего Новгорода. Узнал о своём избрании, находясь в ссылке в Астрахани. В Думе вошёл в состав группы Социалистов-революционеров. Состоял в думских комиссий: продовольственной и аграрной комиссиях и комиссии о неприкосновенности личности. Избран секретарём распорядительной комиссии Думы. Участвовал в обсуждении с думской трибуны вопросов об упразднении военно-полевых судов и об оказании продовольственной помощи населению.
4 (17) марта 1907 года, то есть через 2 недели после открытия Думы, вместе с врачом Н. К. Рубисовым, крестьянином из Черниговщины В. И. Хвостом и подольским священником А. И. Гриневичем обратился к депутатам-украинцам с призывом собраться для обсуждения вопроса о создании фракции, и таким образом, стал вместе с ними инициатором создания «Украинской трудовой громады», включавшей 47 человек.

### После роспуска Думы
После роспуска Думы был лишён права проживать в крупных городах и права занимать официальные посты. Вернулся в Астрахань, где занимался частной медицинской практикой. Был избран гласным Астраханской городской думы. После Февральской революции 1917 года вошёл в состав исполнительного городского комитета. По некоторым сведениям в это время стал профессором Астраханского медицинского института.
Нифонт Иванович Долгополов заразился, оказывая помощь больным во время эпидемии сыпного тифа, и 16 января 1922 года умер в городе Астрахань. Тело было перевезено родными в Москву. Похоронен на Новодевичьем кладбище, 38 ряд 1-го участка.

## Семья

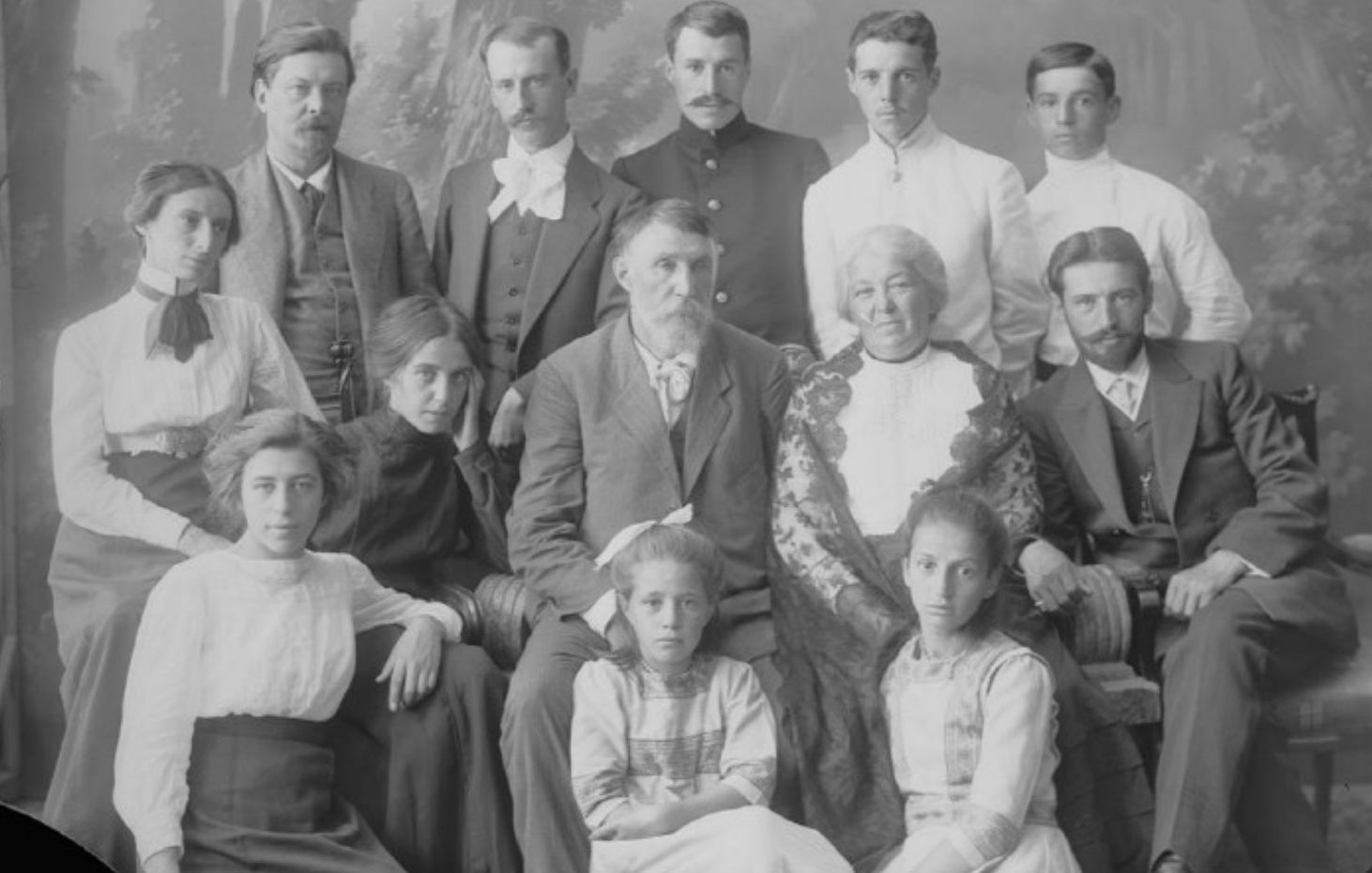
Н.И. Долгополов с семьей. 1909 г. Первый ряд (слева направо): Надежда, Евдокия, Галина; второй ряд: Людмила, Александра, Н. И. Долгополов, его жена Вера Фоминична Долгополова, Тарас; третий ряд: ?, ?, Николай, Борис, Виктор.

- Жена — Вера Фоминична Долгополова, урождённая Шейна-Хася Мовшевна Шур (1861—1935[14]), дочь могилёвского купца 1-й гильдии[15], революционерка, редактор социалистической газеты в Вене «Гоэмес» («Правда») на древнееврейском, автор воспоминаний[16]. На фотографии четвертая слева в среднем ряду.
  - Сын  — Тарас Нифонтович Долгополов (?—?). На фотографии пятый слева в среднем ряду.
  - Дочь — Людмила Нифонтовна в замужестве  Маслова (1885—1944), хирург, кавалер Георгиевского креста, второй муж Пётр Сементовский (1892?—1925)[17], похоронена рядом с отцом[18][19]. На фотографии первая слева в среднем ряду.
  - Сын — Николай Нифонтович Долгополов, (1886—1976), заместитель учёного секретаря Комитета по химизации народного хозяйства[20]. На фотографии третий слева в верхнем ряду.
  - Дочь — Александра Нифонтовна Долгополова (1889—1970), терапевт, замужем за А. Ю. Лампом[14] (1885-1918)[21]. На фотографии вторая слева в среднем ряду.
  - Сын — Борис Нифонтович Долгополов (1892—1981) — адвокат, член коллегии защитников, был защитником на ряде процессов над немецкими военными преступниками (в частности, генерал-майора Адольфа Гамана[22]), похоронен на Новодевичьем кладбище рядом с отцом[23][24]. На фотографии четвертый слева в верхнем ряду. Его сын Нифонт Борисович Долгополов (28.08.1953—22.01.2018), ректор Московского института гештальта и психодрамы[25][26].
  - Сын — Виктор Нифонтович Долгополов (1893—1973), начальник Академснаба АН СССР, похоронен рядом с отцом[18]. На фотографии пятый слева в верхнем ряду.
  - Дочь — Надежда Нифонтовна Долгополова (1893—1983), почвовед, научный сотрудник МГУ, замужем за Д. B. Нагорским  (1872-1961)[14][27]. На фотографии первая слева в нижнем ряду.
  - Дочь — Галина Нифонтовна в замужестве Дроздова (4 июня 1898—21 мая 1982), референт, похоронена рядом с отцом[18]. На фотографии третья слева в нижнем ряду. Её дочь Валентина Николаевна Дроздова  (2 февраля 1920—3 сентября 2004) замужем за палеонтолгом Е. А. Малеевым.
  - Дочь — Евдокия Нифонтовна Долгополова (1902—1948), в замужесте Миткевич[28]. На фотографии вторая слева в нижнем ряду.

## Сочинения
- Долгополов Н. И. К вопросу об организации народных медицинских чтений и о необходимой взаимной связи с этой целью медицинских обществ. — СПб.: тип. М-ва пут. сообщ. (т-ва И.Н. Кушнерев и К°), 1894. — 4 с.[29]
- Холевинская М. М., Долгополов, Н. И. Памяти П. П. Белоусова. — СПб.: тип. М.М. Стасюлевича, 1896. — 7 с.[30]
- Долгополов Н. И. Толстой как учитель жизни и педагог. — Астрахань: тип. Апресянц и Окур, 1911.[31]

## Память
- В Нижнем Новгороде в честь Н. И. Долгополова названа улица (бывш. ул. Новинская)[32].
- Городская Бабушкинская больница в Нижнем Новгороде некоторое время носила название Долгополовской, затем городской хирургической № 6, ныне там расположен Торговый центр «Канавинский дворик» (ООО «Инвест-капитал»), ул. Долгополова, 49[33].

### В искусстве
Н. И. Долгополов является прототипом ссыльного врача Фёдора Ивановича Павлова в романе Мухтара Ауэзова «Путь Абая».
В художественном фильме «Песни Абая», снятом в 1945 году по роману Мухтара Ауэзова роль Н. И. Долгополова исполнил актёр Олег Жаков.

### Рекомендуемая литература
- Шур Хася. Воспоминания. — Курск, тип. «Полиграфобъединение» ГСНХ, 1927. — 218 с. — 2000 экз

### Архивы
- Российский государственный исторический архив. — Ф. 1278. — Оп. 1 (2-й созыв). — Д. 134; Д. 581.